# Edzard Reuter
Edzard Reuter, född 16 februari 1928 i Berlin, död 27 oktober 2024 i Stuttgart, var en tysk företagsledare som var styrelseordförande för Daimler-Benz AG 1987–1995.
Hans far Ernst Reuter var en mycket omtyckt socialdemokratisk politiker och regerande borgmästare i Berlin 1948–1953. Efter nazisternas maktövertagande 1933 levde familjen i exil i Ankara. Reuter växte upp i Turkiet innan familjen återvände 1946. Reuter var sedan 1946 medlem i SPD.
Efter återkomsten till Tyskland började han 1947 studera matematik och teoretisk fysik på Berliner Universität (idag Humboldt-Universität) och senare vid universitetet i Göttingen. 1949 bytte han till juridik på det nystartade Freie Universität i Berlin. 1955 tog han sin examen. 1954–1956 arbetade han vid universitetet. Han ansökte om anställning vid Daimler-Benz men fick inget jobb. Istället arbetade han vid Ufa 1957–1962 och vid Bertelsmann i München. 1964 värvades han av Hanns-Martin Schleyer till Daimler-Benz i Stuttgart då han tog plats i styrelsen.
I juli 1987 blev Reuter styrelseordförande för Daimler-Benz. Reuter eftersträvade en "integrerad teknologikoncern" och köpte upp en rad företag för att diversifiera Daimler-Benz: MAN, Motoren- und Turbinen-Union (MTU), Dornier, AEG och Messerschmitt-Bölkow-Blohm (MBB). Delar av dessa företag samlades senare i DASA. Daimler-Benz drog på sig enorma kostnader och när Reuter avgick 1995 och Jürgen Schrempp tog över lämnade man idén om en diversifiering.
Edzard Reuter var hedersmedborgare i Berlin.